# Kaspar von Stieler

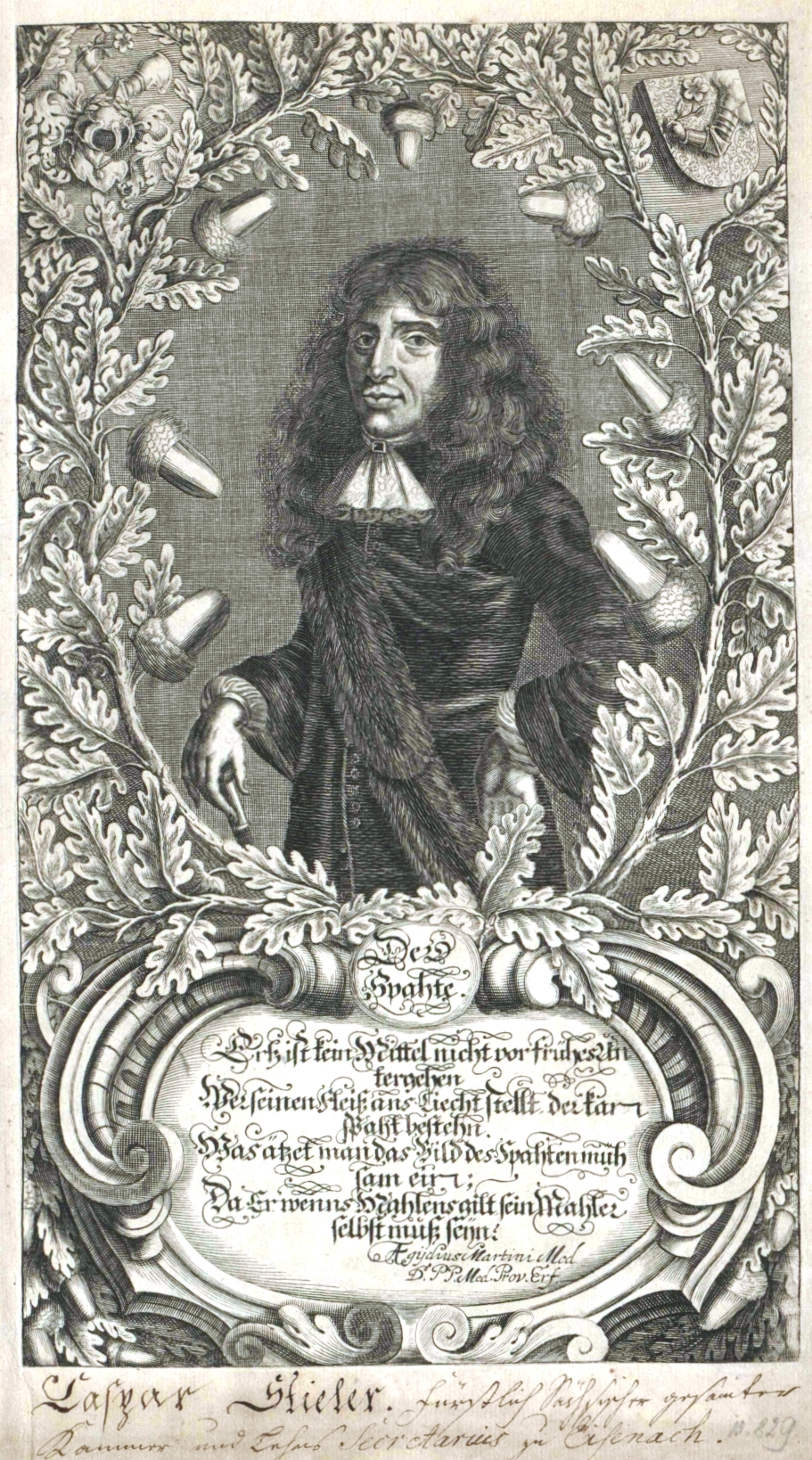
Titelkupfer: Kaspar David von Stieler aus Der Teutsche Advokat, Nürnberg, Hofmann 1678

Kaspar von Stieler (* 2. August 1632 in Erfurt; † 24. Juni 1707 ebenda) war ein deutscher Lyriker, Dramatiker, Schriftsteller, Gelehrter und Sprachwissenschaftler, der unter anderem für das von ihm verfasste Wörterbuch bekannt wurde, das den zeitgenössischen deutschen Wortschatz repräsentierte.

## Leben
Stieler stammte aus einer Erfurter Bürgerfamilie (Vater und Großvater waren Apotheker). Er besuchte die Kaufmannsschule und das Ratsgymnasium in Erfurt, anschließend studierte er von 1648 bis 1650 in Leipzig, Erfurt und Gießen Medizin. 1651 nahm Stieler eine Stelle als Hauslehrer in der Nähe von Königsberg an. 1653 immatrikulierte er sich an der Universität Königsberg. Bis 1654 studierte Stieler dort Medizin, Jura, Theologie und „Beredsamkeit“ (Rhetorik). Vermutlich ist in dieser ostpreußischen Zeit ein Großteil der 1660 unter dem Titel Geharnschte Venus veröffentlichten Lieder entstanden. Ab 1655 nahm Stieler am Krieg zwischen Polen und Schweden teil. Es folgten zwischen 1658 und 1661 Reisen durch Westeuropa und 1661 ein kurzes Studium der Rechte in Jena, das Stieler 1662 abschloss. 1663 heiratete er in erster Ehe Regina Sophie Breitenbach (* 7. Oktober 1640; † 27. September 1676), eine Erfurterin, Tochter des Ratsherrn Georg Friedrich Breitenbach.
1662 begann Stielers Berufsleben als Sekretär an verschiedenen mitteldeutschen Fürstenhöfen, neben dem er an seinen literarischen, später auch sprachtheoretischen, juristischen und anderen Schriften arbeitete. 1666 nahm Stieler eine Stelle als Sekretär des Statthalters Zacharias Prueschenck von Lindenhofen im Fürstentum Sachsen-Eisenach an und kam hierdurch in Kontakt mit der Fruchtbringenden Gesellschaft, in die er 1668 durch Herzog August von Sachsen-Weißenfels aufgenommen wurde. Als Gesellschaftsname wurde ihm der Spate und als Motto übertrifft den Frühzeitigen verliehen. Als Emblem wurde ihm der Blumenkohl zugedacht. Im Köthener Gesellschaftsbuch findet sich Stielers Eintrag unter der Nr. 813.
Nach dem Tod seiner ersten Frau Regina Sophie im Jahre 1676 vermählte er sich schon am 15. Mai 1677 mit der Eisenacher Bürgermeisterstochter Christiane Margarethe Cotta.
1689 schied Stieler aus dem Sekretärsdienst aus und kehrte nach Erfurt zurück, wo er bis zu seinem Tod als Privatgelehrter lebte. 1705 wurde er in den erblichen Adelsstand erhoben. Am 24. Juni 1707 verstarb Stieler in seiner Heimatstadt.

## Der teutschen Sprache Stammbaum und Fortwachs
Das von Stieler verfasste Werk Der teutschen Sprache Stammbaum und Fortwachs (1691), ein Wörterbuch der deutschen Sprache von bis dahin unerreichtem Umfang, verdient auch heute noch Beachtung: „Das Wörterbuch Kaspar Stielers steht am Anfang der modernen deutschen Lexikographie. Es ist ein erster Versuch einer umfassenden Aufzeichnung des deutschen Wortschatzes, der zunächst vorwiegend zur Übersetzung des Lateinischen in den Wörterbüchern Eingang gefunden hatte.“
Das Wörterbuch entstand in enger Abstimmung mit anderen Mitgliedern der Fruchtbringenden Gesellschaft. Die Entwicklung zur deutschen Hochsprache war damals noch nicht abgeschlossen und die Grammatiker dieser Gesellschaft sahen ihre Hauptaufgabe darin, ein widerspruchsfreies Regelsystem für sie zu fixieren. Ähnliches schwebte Stieler auch für den Wortschatz vor, weshalb jedes Stichwort grammatisch fixiert wurde: Bei Substantiven gab er das Geschlecht und den Plural (in Zweifelsfällen auch den Genitiv Singular) und bei starken Verben die Stammform an.
Stielers Purismus ging so weit, dass er bei Fremdwörtern möglichst nach einer deutschen Wurzel suchte. So behauptete er, das Wort Natur stamme vom deutschen Ur ab, bedeute also in etwa „nach dem Ur(wesen)“. Die offensichtliche Herkunft vom Lateinischen natura führt er nicht an.
Stielers Interesse lag insbesondere auf den Möglichkeiten der Wortbildung im Deutschen. Hierbei ging er so weit, Wortbildungsmöglichkeiten (z. B. Kombinationen von Verbstämmen mit Affixen als Lemmata aufzunehmen, obwohl sich für diese Wörter in der überlieferten zeitgenössischen Literatur keine Belege finden lassen). Die Angaben der Wortbedeutungen sind vergleichsweise hierzu eher unsystematisch.

## Werke (Auswahl)
- Die Geharnschte Venus oder Liebes-Lieder im Kriege gedichtet mit neuen Gesang-Weisen zu singen und zu spielen gesezzet nebenst ettlichen Sinnreden. Guth, Pfeiffer, Hamburg 1660 (Digitalisat und Volltext im Deutschen Textarchiv); Nachdruck hrsg. v. Herbert Zeman, München 1968.
- Rudolstädter Festspiele. Rudolstadt 1665–1667.
- Die Dichtkunst des Spaten. Autograph 1685; Neudruck hrsg. v. Herbert Zeman, Wien 1975.
- Der Teutschen Sprache Stammbaum und Fortwachs. Nürnberg 1691 (Digitalisat bei Bayerische Staatsbibliothek digital); Nachdruck hrsg. v. Erika Ising, Hildesheim 1968.
- Zeitungs Lust und Nutz. Hamburg 1695 (online – Internet Archive); Neuausgabe hrsg. v. Gert Hagelweide, Bremen 1969.